# Lepidothyris
Genre
Lepidothyris est un genre de sauriens de la famille des Scincidae.

## Répartition
Les espèces de ce genre se rencontrent en Afrique subsaharienne. 

## Liste des espèces
Selon The Reptile Database (4 octobre 2012) :
- Lepidothyris fernandi (Burton, 1836)
- Lepidothyris hinkeli Wagner, Böhme, Pauwels & Schmitz, 2009
- Lepidothyris striatus (Hallowell, 1854)

## Publication originale
- Cope, 1892 : On degenerate types of scapular and pelvic arches in the Lacertilia. Journal of Morphology, vol. 7, p. 227–244.